# Episodi di Good Times (terza stagione)
La terza stagione della serie televisiva Good Times è stata trasmessa in anteprima negli Stati Uniti d'America dalla CBS tra il 9 settembre 1975 e il 2 marzo 1976.
| nº | Titolo originale        | Titolo italiano | Prima TV USA      | Prima TV Italia |
| -- | ----------------------- | --------------- | ----------------- | --------------- |
| 1  | A Real Cool Job         |                 | 9 settembre 1975  |                 |
| 2  | The Family Gun          |                 | 16 settembre 1975 |                 |
| 3  | Operation Florida       |                 | 23 settembre 1975 |                 |
| 4  | Love in the Ghetto      |                 | 30 settembre 1975 |                 |
| 5  | Florida's Rich Cousin   |                 | 7 ottobre 1975    |                 |
| 6  | The Weekend             |                 | 14 ottobre 1975   |                 |
| 7  | The Baby                |                 | 21 ottobre 1975   |                 |
| 8  | Michael's Big Fall      |                 | 28 ottobre 1975   |                 |
| 9  | The Politicians         |                 | 4 novembre 1975   |                 |
| 10 | Willona's Dilemma       |                 | 11 novembre 1975  |                 |
| 11 | Florida's Protest       |                 | 25 novembre 1975  |                 |
| 12 | The Mural               |                 | 2 dicembre 1975   |                 |
| 13 | A Loss of Confidence    |                 | 9 dicembre 1975   |                 |
| 14 | Cousin Cleatus          |                 | 16 dicembre 1975  |                 |
| 15 | The Family Tree         |                 | 23 dicembre 1975  |                 |
| 16 | A Place to Die          |                 | 30 dicembre 1975  |                 |
| 17 | J.J.'s Fiancée (Part 1) |                 | 6 gennaio 1976    |                 |
| 18 | J.J.'s Fiancée (Part 2) |                 | 13 gennaio 1976   |                 |
| 19 | Sweet Daddy Williams    |                 | 20 gennaio 1976   |                 |
| 20 | The Investigation       |                 | 27 gennaio 1976   |                 |
| 21 | J.J. in Trouble         |                 | 3 febbraio 1976   |                 |
| 22 | Florida the Woman       |                 | 17 febbraio 1976  |                 |
| 23 | The Break Up            |                 | 24 febbraio 1976  |                 |
| 24 | The Rent Party          |                 | 2 marzo 1976      |                 |